# Країна (фільм)
Краї́на (англ. In Country) — американська драма 1989 року.

## Сюжет
Саманта Хьюз, живе зі своїм дядьком Емметом, ветераном в'єтнамської війни, в невеликому містечку в штаті Кентуккі. Дівчина одержима думками про батька, якого вона ніколи не знала, і про війну, яка відняла його у неї, війну, яку ніхто не хоче згадувати.

## У ролях
- Брюс Вілліс — Еммет Сміт
- Емілі Ллойд — Саманта Х'юз
- Джоан Аллен — Ірен
- Кевін Андерсон — Лонні
- Джон Террі — Том
- Пеггі Рі — Mamaw
- Джудіт Айві — Аніта
- Деніел Дженкінс — Двейн
- Стівен Тоболовські — Піт
- Джим Бівер — Ерл Сміт
- Річард Гамільтон — Grampaw
- Хейді Свідберг — Девн
- Кен Дженкінс — Джим Холлі
- Джонатан Хоган — Ларрі
- Патриція Річардсон — Сінді
- Кімберлі Фейт Джонс — Донна